# يوهان ليوبولد (أمير ساكس كوبورغ وغوتا)
يوهان ليوبولد أمير ساكس كوبورغ وغوتا الوراثي (بالألمانية: Johann Leopold von Sachsen-Coburg und Gotha)‏ (إسمه الكامل:يوهان ليوبولد وليام ألبرت فرديناند فيكتور؛ 2 أغسطس 1906 - 4 مايو 1972) كان الابن الأكبر لتشارلز إدوارد دوق ساكس كوبورج وغوتا والأميرة فيكتوريا أديلايد شليسفيغ هولشتاين .

## عن حياته
ولد الأمير يوهان ليوبولد هيراداتيري على 2 أغسطس 1906، في كوبورغ، ألمانيا وكان الابن الأكبر لتشارلز إدوارد دوق ساكس كوبورج وغوتا والأميرة فيكتوريا أديلايد شليسفيغ هولشتاين، تزوج مرتين زواجاً مرغنطي، وكان هذا سبب في تنازل عن حقوقه في الخلافة، في السابق والده كان يأمل في ترتيب زواج بينه وبين والأميرة يوليانا الوريثة المفترضة لابنة خالته فيلهيلمينا ملكة هولندا، ولكن الزواج لم يتحقق، حيث ألقى تشارلز إدوارد باللوم على ابنه "عديم الفائدة".
توفي الأمير يوهان ليوبولد في 4 مايو 1972 في النمسا عن عمر يناهز 65 سنة، له 3 أبناء من زواجه الأول.